# Telemann-Kammerorchester Michaelstein
Das Telemann-Kammerorchester Michaelstein ist ein 1952 gegründetes Kammerorchester mit Sitz in Blankenburg (Harz).
Das der historischen Aufführungspraxis folgende Ensemble  Telemannisches Collegium Michaelstein ging im Jahr 2001 durch Abspaltung aus dem Telemann-Kammerorchester Michaelstein hervor.

## Geschichte

### 1952 bis 2000
Das Orchester wurde als „Collegium musicum“ 1952 von Eitelfriedrich Thom in Blankenburg (Harz) gegründet. 1965 erhielt es seinen heutigen Namen zu Ehren des Barockkomponisten Georg Philipp Telemann. Eng verbunden war es mit Kloster Michaelstein. Am 30. Juni 1968 musiziert es erstmals im Refektorium des Klosters.
Als begleitendes Orchester zahlreicher musikwissenschaftlicher Arbeitstagungen kann es sich seit den 1970er Jahren besonders in der Aufführungspraxis profilieren. Am 1. September 1989 wurde ein fest am Institut des Klosters Michaelstein angestelltes Barockensemble des Telemann-Kammerorchesters gegründet. Das Orchester bestritt bis 1995 Konzerte sowohl auf modernen als auch auf historischen Instrumenten. Ab 1996 konnte auf Grund von fehlenden Landeszuschüssen die „moderne“ Besetzung nicht mehr spielen. Die barocke Besetzung profilierte sich zunehmend mit zahlreichen CD-Aufnahmen und Konzerten als Spezialist der Barockmusik. Zu jenem Zeitpunkt wurden die Musiker Gesellschafter ihres Orchesters, das weiterhin von der Stiftung  Kloster Michaelstein Unterstützung erhielt.

### Seit 2001
2001 kam es zum Bruch zwischen den Gesellschaftern:
- Die Witwe von Eitelfriedrich Thom, Maria Thom, und der Fagottist Thomas Göbel übernahmen die Namensrechte und führten das Telemann-Kammerorchester Michaelstein mit einem Teil der bisherigen Musiker weiter, ohne Bindung an das Kloster Michaelstein.
- Die restlichen Musiker gründeten im selben Jahr das „Telemannische Collegium Michaelstein“, das auf historischen Instrumenten musiziert.[1][2]

Die Stiftung Kloster Michaelstein positionierte sich zu Ungunsten des Telemann-Kammerorchesters. Das Orchester verlor damit seine Bindung zum Kloster, es musiziert aber weiterhin in der Stadt Blankenburg. Nach eigenen Angaben spielt das Telemann-Kammerorchester Michaelstein Werke des Barock und späterer Epochen, je nach Werk in Kammerbesetzung oder erweitert „bis zur Orchesterstärke“ und flexibel auf modernen oder historischen Instrumenten. Bert Greiner fungiert als musikalischer Leiter, Maria Thom und Thomas Göbel als Geschäftsführer (Stand 2020).

## Musiker

### Chefdirigenten
- Eitelfriedrich Thom
- Ludger Rémy
- Bert Greiner

### Gastdirigenten
- Georg Christoph Biller
- Siegfried Bimberg
- Rudolf Borlói
- Raitscho Christov
- Gerd Domhardt
- Hans Grüß
- Dieter Gutknecht
- Ludwig Güttler
- Friedrich Krell
- Willi Maertens
- Eduard Melkus
- Winfried Müller
- Antoni Poszowski
- Volker Rohde
- Christine Schulz-Wittan
- Zdislaw Siadlak
- Peter Wegener

### Solisten (Auswahl)
Streichinstrumente
- Egon Morbitzer (Violine)
- Gerhard Bosse (Violine)
- Christian Erben (Cello)
- Frank-Michael Erben (Violine)
- Friedemann Erben (Cello)
- Eduard Melkus (Violine)
- Siegfried Pank (Viola da Gamba)
- Conrad und Karl Suske (Violine)
- Klaus Trumpf (Kontrabass)

Blasinstrumente
- Peter Damm (Horn)
- Burkhard Glaetzner (Oboe)
- Ludwig Güttler (Trompete)
- Michala Petri (Blockflöte)
- Bernd Schober (Oboe)

Klavier
- Mathilde Erben
- Swjatoslaw Richter

## CD-Aufnahmen (Auswahl)
- Georg Philipp Telemann: Admiralitätsmusik. Ludwig Güttler, Burkhard Glaetzner, Telemann-Kammerorchester unter der Leitung von Eitelfriedrich Thom.
- Georg Philipp Telemann. Das Barock-Ensemble des Telemann-Kammerorchesters unter der Leitung von Eitelfriedrich Thom.
- Musik zur Weihnachtszeit. Das Barock-Ensemble des Telemann-Kammerorchesters unter der Leitung von Eitelfriedrich Thom.
- Banchetto Musicale. Werke von T. Avenarius, J. H. Schein, A. Hammerschmidt, G. Ph. Telemann, C. P. E. Bach. RK 1002.
- Georg Anton Benda: Cantatas. Telemann-Kammerorchester. cpo 999 650 – 2.
- Georg Philipp Telemann: Christmas Oratorio. Telemann-Kammerorchester. cpo 999 419 – 2.
- Gottfried Heinrich Stölzel: Brockes-Passion.
 Backes, Mields, Voss, Schoch, Post, Mertens, Mehltretter, Kammerchor Michaelstein – cpo 999 560 – 2
- Georg Philipp Telemann: Die Auferstehung.
 Mields, Schwarz, Post, Mertens, Magdeburger Kammerchor – cpo 999 634 – 2
- Georg Philipp Telemann: The Cornett Cantatas.
 Mona Spägele, Henning Voss, Winfried Jochens, Klaus Mertens – cpo 999 542 – 2
- Georg Philipp Telemann: Christmas Cantatas.
 Dorothee Mields, Schwarz, Winfried Jochens, Schmidt, Magdeburger Kammerchor – cpo 999 515 – 2
- Johann Heinrich Rolle: Christmas Oratorio.
 Anders, Dorothee Mields, Schwarz, Winfried Jochens, Schmidt, Kammerchor Michaelstein – cpo 999 514 – 2
- Georg Philipp Telemann: Der Tod Jesu. Telemann-Kammerorchester.
- 50 Jahre Telemann – Kammerorchester Michaelstein. Konzertmitschnitt.
- Gedenk-Festkonzert Zum 70. Geburtstag von Dr. Eitelfriedrich Thom. Konzertmitschnitt.